# Aleksandrów (gmina w województwie łódzkim)

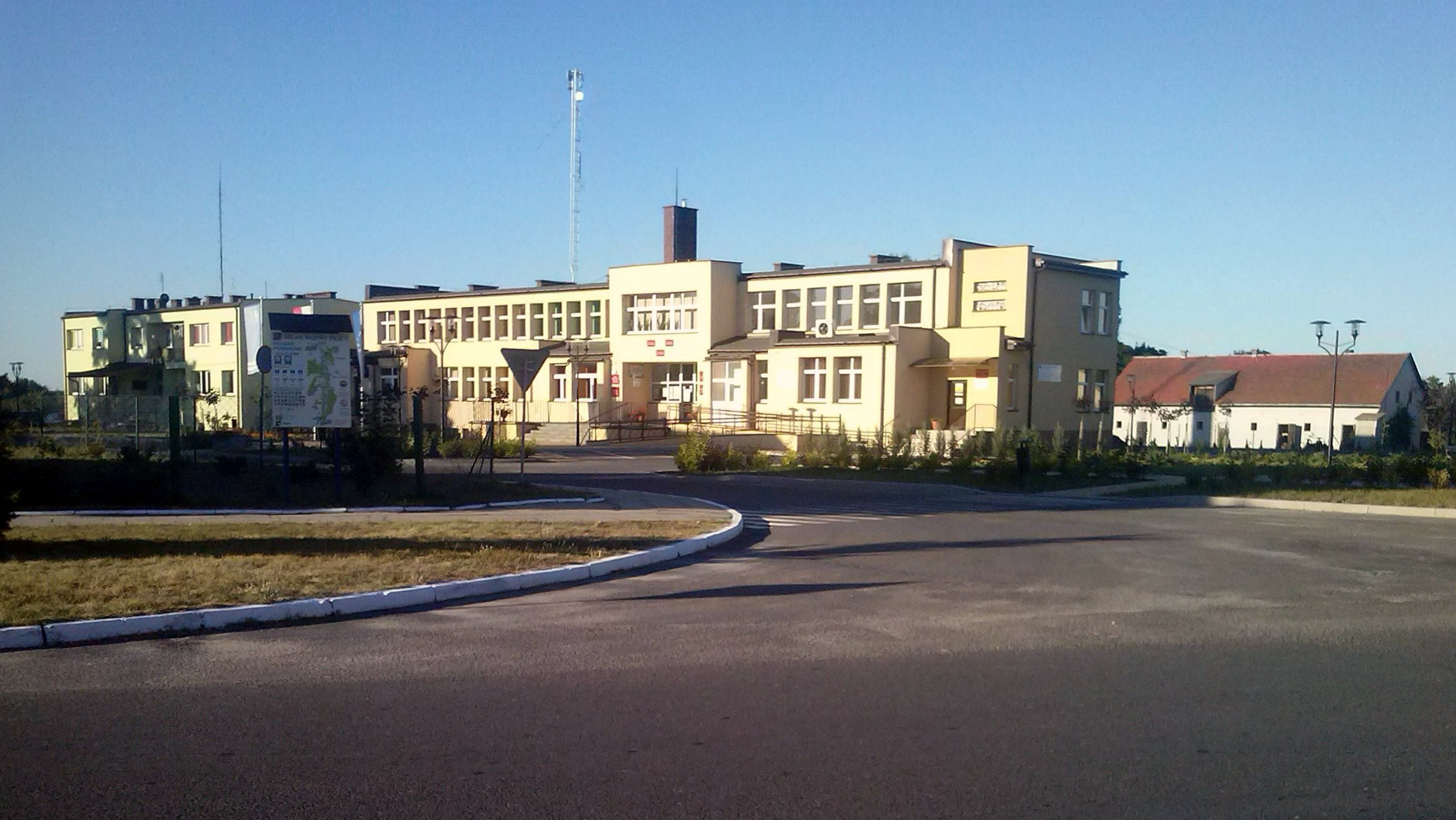
Siedziba gminy w Aleksandrowie

Aleksandrów (do 1954 gmina Niewierszyn) – gmina wiejska w województwie łódzkim, w powiecie piotrkowskim. W latach 1975–1998 gmina położona była w województwie piotrkowskim. Do roku 1975 należała do powiatu opoczyńskiego i województwa kieleckiego.
Siedziba władz gminy to Aleksandrów.
Według danych z 30 czerwca 2013 gminę zamieszkiwało 4395 osób. Natomiast według danych z 31 grudnia 2019 roku gminę zamieszkiwało 4326 osób.

## Struktura powierzchni
Według danych z roku 2007 gmina Aleksandrów ma obszar 144,09 km², w tym:
- użytki rolne: 61%
- użytki leśne: 32%

Gmina stanowi 10,08% powierzchni powiatu piotrkowskiego.

## Demografia

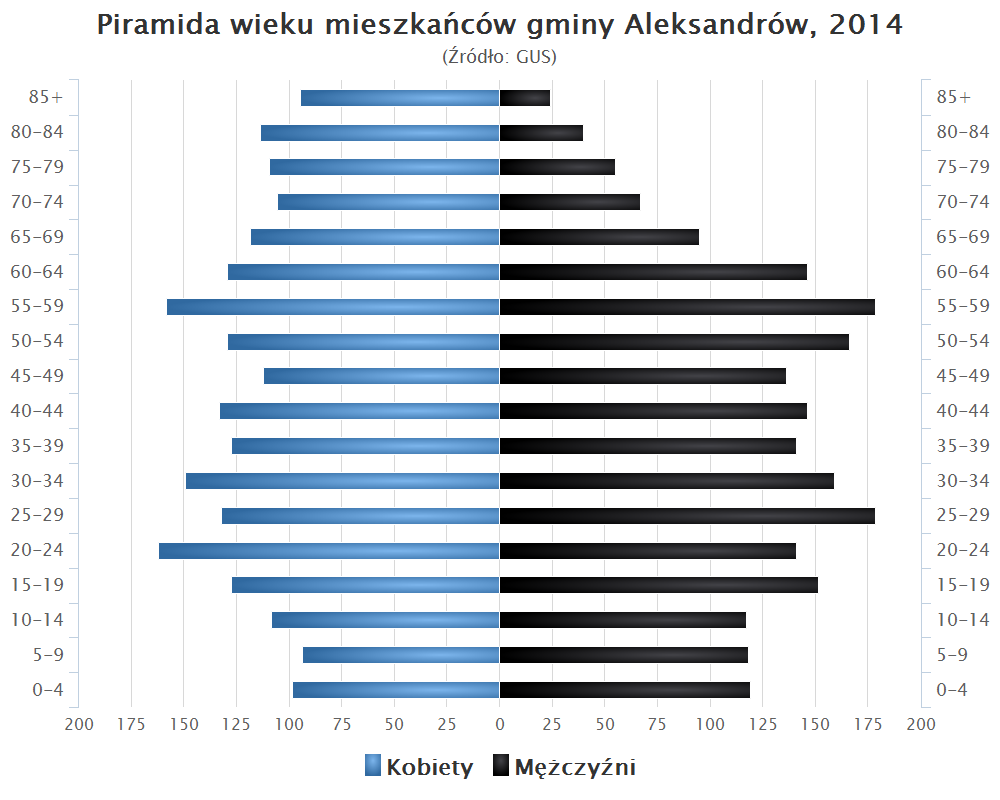
Piramida wieku mieszkańców gminy Aleksandrów w 2014 roku

Dane z 31 grudnia 2007:
| Opis                              | Ogółem | Ogółem | Kobiety | Kobiety | Mężczyźni | Mężczyźni |
| --------------------------------- | ------ | ------ | ------- | ------- | --------- | --------- |
| Jednostka                         | osób   | %      | osób    | %       | osób      | %         |
| Populacja                         | 4448   | 100    | 2278    | 51,2    | 2170      | 48,8      |
| Gęstość zaludnienia [mieszk./km²] | 31     | 31     | 16      | 16      | 15        | 15        |

## Sąsiednie gminy
Mniszków, Paradyż, Przedbórz, Ręczno, Sulejów, Żarnów